# Konstantin I. (Armenien)
Konstantin I. (armenisch Կոստանդին Ա, mittelgriechisch Κωνσταντῖνος Α’; † zwischen 1099 und 1103 in Vahka) war der zweite Fürst von Kleinarmenien. Er regierte ab 1095 in Kilikien.

## Leben
Konstantin war der älteste Sohn Rubens, des Gründers der Dynastie der Rubeniden. Als sein Vater sich 1090 aus Altersgründen zurückzog, übernahm Konstantin von ihm die Regierungsgeschäfte. Noch im selben Jahr eroberte er die strategisch wichtige Festung Vahka, die in der Folgezeit zum Hauptsitz der Rubeniden wurde.
Nach Rubens Tode im Jahr 1095 trat er dessen Nachfolge als „Herr vom Berge“ an.
Im Ersten Kreuzzug ergriff Konstantin als bekennender armenischer Christ Partei für die Kreuzfahrer. Bei der Belagerung von Antiochia versorgte er im Winter 1097/1098 die von Hunger geplagten Franken großzügig mit Nahrungsmitteln, wofür er von diesen zum Dank mit dem Grafentitel geehrt wurde. Gleichzeitig nutzte er nach der Eroberung von Tarsus durch Tankred von Tarent den Zusammenbruch der seldschukischen Vorherrschaft in Kilikien aus, um seinen Machtbereich weiter nach Osten in den Anti-Taurus auszudehnen.
Zu Konstantins Lebensende gibt es in den Quellen unterschiedliche Angaben. Matthias von Edessa nennt den 25. Februar 1099 (bzw. 24. Februar 1100) als Todesdatum, während in der Chronik des Königs Hethum II. vom 24. Februar 1102 (bzw. 23. Februar 1103) die Rede ist. Der Chronografie des Samuel von Ani zufolge starb Konstantin in seiner Festung Vahka an den Folgen eines Blitzschlags. Wie schon sein Vater Ruben wurde auch er im Kloster von Kastalon in der Nähe von Sis bestattet.
Mit seiner namentlich nicht bekannten Frau, die angeblich vom byzantinischen Feldherrn und Usurpator Bardas Phokas abstammte, hatte Konstantin die Söhne Thoros, der ihm als Fürst von Kleinarmenien nachfolgte, und Leo. Seine Tochter Beatrice heiratete den Kreuzritter Joscelin I. von Edessa, eine weitere Tochter (angeblich) Gabriel von Melitene.